# Орвелте
Орвелте (нід. Orvelte, нід. вимова: [ˈɔrvɛltə]) — село в нідерландській провінції Дренте. Входить до муніципалітету Мідден-Дренте.
Його площа становить 18,72 км², а населення станом на 2021 рік складало 250 осіб.
Перша згадка про населений пункт датується 1362 роком.

## Галерея

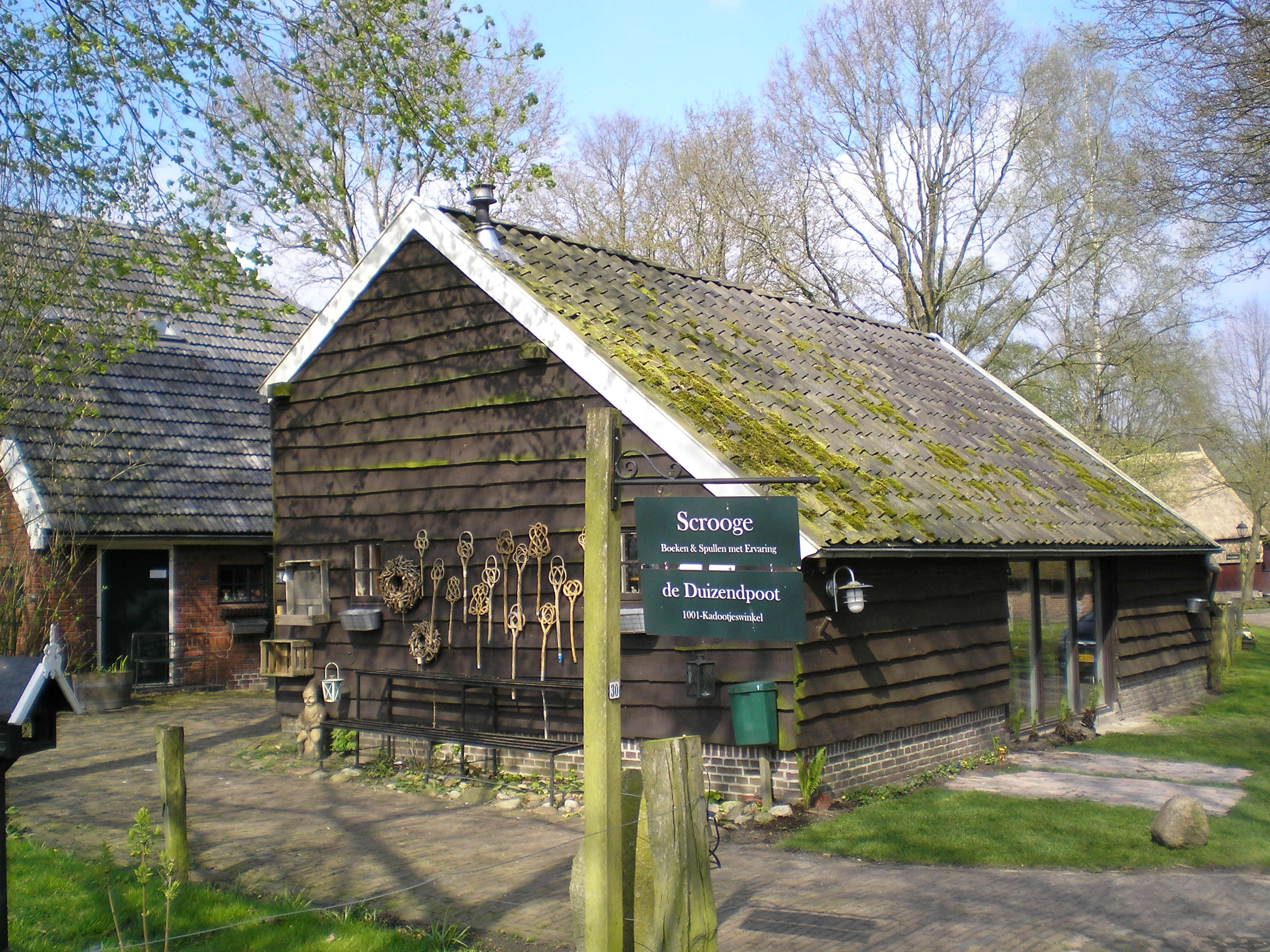
Сарай в Орвелте
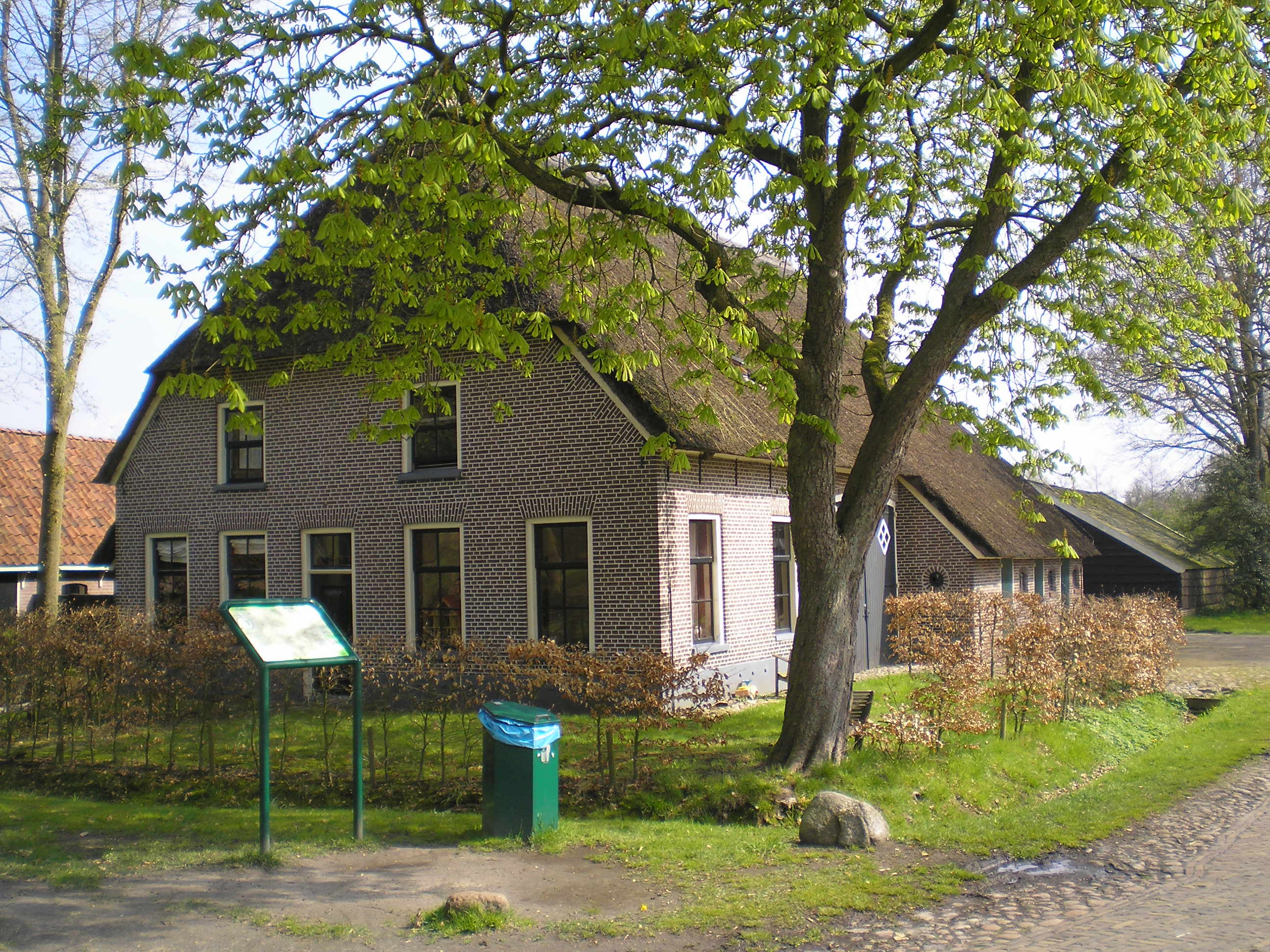
Ферма у селі
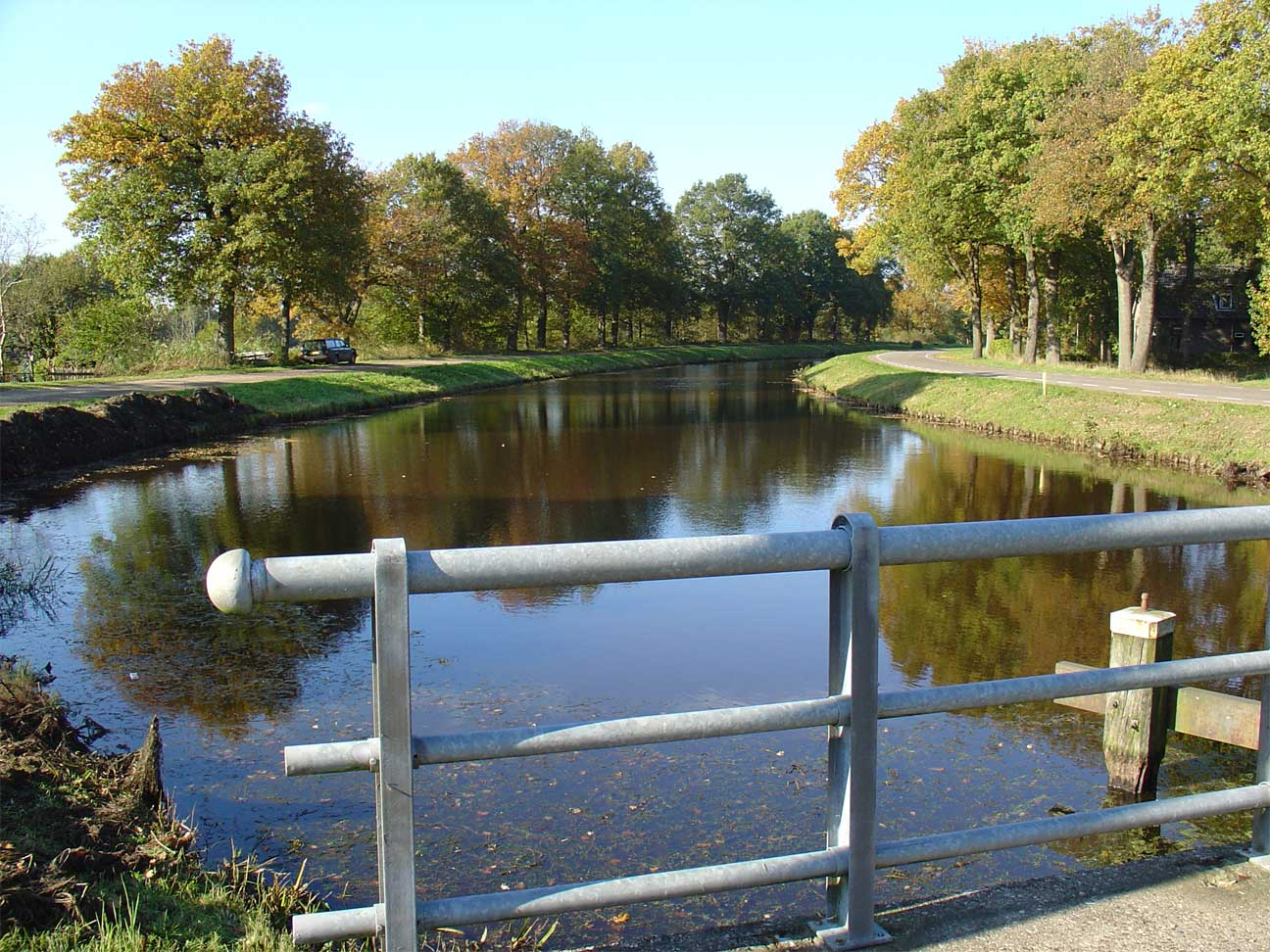
Канал поблизу села